# Cool, Cool Water
Cool, Cool Water, conosciuto anche con i titoli Love to Say Dada, e In Blue Hawaii, è un brano musicale composto dal musicista statunitense Brian Wilson, in collaborazione con Van Dyke Parks e Mike Love. La traccia doveva originariamente essere inclusa nel celebre "album perduto" dei Beach Boys del 1967 intitolato Smile, come parte di una suite ispirata ai quattro elementi naturali: acqua, fuoco, terra, aria.

## Il brano
La canzone esiste in almeno tre differenti incarnazioni e con titoli diversi. La prima, in ordine cronologico di composizione, è Love to Say Da-Da che avrebbe dovuto far parte dello Smile originale. La seconda è la più nota Cool, Cool Water, inserita nell'album dei Beach Boys Sunflower del 1970, ed infine In Blue Hawaii, terza riscrittura del pezzo, inserita nell'album solista di Brian Wilson del 2004 intitolato Brian Wilson Presents Smile.

### Origine e storia

#### 1966-67
Il brano, composto nel periodo 1966/67, fu l'ultima canzone registrata per l'album poi cancellato. In questa prima fase la traccia aveva come titolo I Love to Say Da-Da ed era principalmente un brano solo strumentale che comprendeva armonizzazioni vocali da parte di Mike Love e Bruce Johnston. Il titolo del brano, in italiano: "Mi piace dire da da", suggerisce l'idea che la canzone fosse stata composta originariamente con in mente l'idea di un bambino che inizia a fare i primi vocalizzi, senza però venire mai completata compiutamente. Altri si sono spinti fino ad interpretare il titolo I Love to Say Dada come un criptico riferimento all'assunzione di acido lisergico da parte di Brian Wilson. Secondo questa teoria, il titolo della canzone sarebbe l'acronimo della sopracitata droga (le iniziali nel titolo sono infatti L, S, D). In questa forma, la traccia venne inclusa nel cofanetto antologico Good Vibrations: Thirty Years of The Beach Boys del 1993, un box set che includeva anche una trentina di minuti del materiale inedito preparato per Smile, e come bonus track nella ristampa francese di Smiley Smile in CD. Altre take della canzone compaiono inoltre in svariati bootleg delle sessioni di Smile.

#### 1970
Quando il progetto di Smile fallì, i Beach Boys continuarono a lavorare sulla canzone, adesso reintitolata Cool, Cool Water, fino alla metà del 1967 durante le sessioni per l'album Wild Honey. La registrazione del 1967 non venne però inserita nell'album e momentaneamente accantonata. Tre anni dopo, il gruppo pubblicò una versione modificata di Cool, Cool Water sull'album del 1970 intitolato Sunflower, con un nuovo testo ad opera di Mike Love ed un arrangiamento notevolmente differente. Questa è la versione più conosciuta del brano tra quelle pubblicate dai Beach Boys, che venne anche pubblicata su singolo (B-side: Forever), senza però riuscire ad entrare in classifica.

#### 2004
Quando nel 2004 Brian Wilson pubblicò la sua personale versione del progetto Smile, decise di chiedere al paroliere Van Dyke Parks di completare la canzone, che adesso aveva deciso di intitolare In Blue Hawaii, includendovi un testo, e lui stesso registrò nuovamente la traccia tornando all'arrangiamento originario ed incorporando nella canzone un frammento chiamato "Water Chant" (che presumibilmente doveva far parte della menzionata suite musicale sugli elementi naturali in Smile). In questa nuova versione riveduta e corretta, notevolmente differente da tutte le precedenti, la traccia venne inclusa nell'album Brian Wilson presents Smile.

#### 2011
Nel 2011, nuovamente con il titolo Love to Say Dada, la traccia è stata infine pubblicata nella sua forma originale ancorché incompleta (ma con inserito il frammento "Water Chant") nel cofanetto The Smile Sessions, box set antologico che ricostruisce filologicamente l'album originale, insieme a diverse sessioni e versioni differenti dello stesso brano.

##### The Smile SessionsCD 4
Da Da session (12/22/66)
1. Da Da (Taped Piano Strings) – 1:00
2. Da Da (Fender Rhodes) – 1:21

Love to Say Dada sessions (5/16/67–5/18/67)
1. Love to Say Dada: Part 1 (5/16/67) – 1:22
2. Love to Say Dada: Part 2 (5/17/67) – 1:57
3. Love to Say Dada: Part 2 (Master Take; 5/17/67) – 1:21
4. Love to Say Dada: Part 2 (Second Day; 5/18/67) – 2:00

Cool, Cool Water
1. Cool, Cool Water (Version 1; 6/7/67) – 2:21
2. Cool, Cool Water (Version 2; 10/26/67 & 10/29/67) – 3:31